# 2023 en handball
| Années du handball : 2020 - 2021 - 2022 - 2023 - 2024 - 2025 - 2026    |
| Décennies du handball : 1990 - 2000 - 2010 - 2020 - 2030 - 2040 - 2050 |

Cet article présente les faits marquants de l'année 2023 en handball.

## Par dates
- Du 11 au 29 janvier : 28e édition du championnat du monde masculin en Suède et en Pologne (cf. ci-dessous).
- Le 14 mai : finale retour de la Ligue européenne féminine (C3)
- Le 28 mai : finale retour de la Ligue européenne masculine (C3)
- Le 4 juin : finale de la Ligue des champions féminine (C1)
- Le 18 juin : finale de la Ligue des champions masculine (C1)
- Du 30 novembre au 17 décembre : 26e édition du championnat du monde féminin au Danemark, en Norvège et en Suède (cf. ci-dessous).

## Par compétitions

### Championnat du monde masculin
La 28e édition du championnat du monde masculin a lieu en Suède et en Pologne, du 11 au 29 janvier 2023.
Le Danemark, vainqueur en 2019 et 2021, s'impose en finale face à la France et devient la première nation à remporter un troisième titre consécutif. Les Français terminent ainsi parmi les quatre premiers pour la quatorzième fois lors des seize dernières éditions. L'Espagne complète le podium aux dépens du pays hôte, la Suède.
Statistique et récompenses
- Meilleur joueur : Mathias Gidsel,  Danemark
- Meilleur buteur : Mathias Gidsel,  Danemark, 60 buts

Équipe type
- Meilleur gardien de but : Andreas Wolff,  Allemagne
- Meilleur ailier gauche : Ángel Fernández Pérez,  Espagne
- Meilleur arrière gauche : Simon Pytlick,  Danemark
- Meilleur demi-centre : Nedim Remili,  France
- Meilleur pivot : Ludovic Fabregas,  France
- Meilleur arrière droit : Alex Dujshebaev,  Espagne
- Meilleur ailier droit : Niclas Ekberg,  Suède
- Meilleur jeune joueur : Juri Knorr,  Allemagne

### Championnat du monde féminin
La 26e édition du championnat du monde féminin a lieu du 30 novembre au 17 décembre 2023 au Danemark, en Norvège et en Suède. La Norvège remet son titre en jeu.
Statistique et récompenses
- Meilleure joueuse :Henny Reistad,  Norvège
- Meilleure marqueuse : Markéta Jeřábková,  Tchéquie, 63 buts

Équipe type
- Meilleure gardienne de but : Laura Glauser,  France
- Meilleure ailière gauche : Chloé Valentini,  France
- Meilleure arrière gauche : Estelle Nze Minko,  France
- Meilleure demi-centre : Stine Bredal Oftedal,  Norvège
- Meilleure pivot : Linn Blohm,  Suède
- Meilleure arrière droite : Louise Burgaard,  Danemark
- Meilleure ailière droite : Nathalie Hagman,  Suède
- Meilleure Jeune Joueuse : Viola Leuchter,  Allemagne

## Meilleurs handballeurs de l'année 2023
Après avoir rencontrés des difficultés lors des années précédentes (pas de lauréat en 2017, pas d'élection en 2020 et 2022), l'IHF a décidé de renouveler l'élection des meilleurs handballeurs de l'année 2023 avec de nouveaux critères :
- désignation des meilleurs jeunes (moins de 22 ans), homme et femme ;
- non reconduction des meilleurs entraîneurs d'une équipe masculine et d'une équipe féminine ;
- réduction à trois nommés au lieu de cinq ;
- modification des modalités de vote : la Commission d'entraînement et de méthodes de l'IHF (en anglais : IHF Commission of Coaching and Methods, CCM) désigne les trois nommés pour chaque catégorie sur la base de leurs performances sur l'année 2023 puis trois collèges représentant chacun un tiers des votes élisent le lauréat de chaque catégorie :
  1. le collège des fans  ;
  2. le collège des sélectionneurs ayant participé aux Championnats du monde masculin ou féminin ;
  3. le collège de la Commission d'entraînement et de méthodes (CCM).

Le vote a eu lieu sur le site internet de l'IHF du 26 février au 11 mars 2024.

### Meilleur joueur
Chez les hommes, les nommés et le lauréat sont :
| Rang | Joueur           | Nationalité | Club(s)             | Poste          | Votes | Élu en |
| ---- | ---------------- | ----------- | ------------------- | -------------- | ----- | ------ |
| 1    | Mathias Gidsel   | Danemark    | Füchse Berlin       | Arrière droit  | ?     | -      |
| ?    | Ludovic Fabregas | France      | Barça puis Veszprém | Pivot          | ?     | -      |
| ?    | Andreas Wolff    | Allemagne   | KS Kielce           | Gardien de but | ?     | -      |

### Meilleure joueuse
Chez les femmes, les nommées et la lauréate sont :
| Rang | Joueuse           | Nationalité | Club(s)      | Poste          | Votes | Élue en |
| ---- | ----------------- | ----------- | ------------ | -------------- | ----- | ------- |
| 1    | Henny Reistad     | Norvège     | Team Esbjerg | Arrière gauche | ?     | -       |
| ?    | Linn Blohm        | Suède       | Győri ETO KC | Pivot          | ?     | -       |
| ?    | Estelle Nze Minko | France      | Győri ETO KC | Arrière gauche | ?     | -       |

### Meilleur jeune joueur
Chez les jeunes hommes, les nommés et le lauréat sont :
| Rang | Joueur                          | Nationalité | Club(s)            | Poste          | Votes |
| ---- | ------------------------------- | ----------- | ------------------ | -------------- | ----- |
| 1    | Elias Ellefsen á Skipagøtu (en) | Îles Féroé  | THW Kiel           | Arrière gauche | ?     |
| ?    | Juri Knorr                      | Allemagne   | Rhein-Neckar Löwen | Demi-centre    | ?     |
| ?    | Nils Lichtlein (de)             | Allemagne   | Füchse Berlin      | Arrière droit  | ?     |

### Meilleure jeune joueuse
Chez les jeunes femmes, les nommées et la lauréate sont :
| Rang | Joueuse                  | Nationalité | Club(s)                   | Poste          | Votes |
| ---- | ------------------------ | ----------- | ------------------------- | -------------- | ----- |
| 1    | Léna Grandveau           | France      | Neptunes de Nantes        | Demi-centre    | ?     |
| ?    | Charlotte Cholevová (en) | Tchéquie    | Banik Most puis Brest BHB | Arrière gauche | ?     |
| ?    | Viola Leuchter (de)      | Allemagne   | TSV Bayer 04 Leverkusen   | Arrière droite | ?     |

## Bilan de la saison 2022-2023 en club

### Coupes d'Europe (clubs)
| Compétition              | Vainqueur          | Finaliste     | Score     |
| ------------------------ | ------------------ | ------------- | --------- |
| Ligue des champions (C1) | SC Magdebourg      | KS Kielce     | 30 – 29ap |
| Ligue européenne (C3)    | Füchse Berlin      | BM Granollers | 36 – 31   |
| Coupe européenne (C4)    | Vojvodina Novi Sad | Nærbø IL      | 55 – 46   |

| Compétition              | Vainqueur           | Finaliste           | Score   |
| ------------------------ | ------------------- | ------------------- | ------- |
| Ligue des champions (C1) | Vipers Kristiansand | Ferencváros TC      | 28 – 24 |
| Ligue européenne (C3)    | Ikast Håndbold      | Nykøbing Falster HK | 31 – 24 |
| Coupe européenne (C4)    | ...                 | ...                 | .. – .. |

### Championnats européens
| Rang EHF | Championnat       | Vainqueur            |
| -------- | ----------------- | -------------------- |
| 1        | Espagne           | FC Barcelone         |
| 2        | Allemagne         | THW Kiel             |
| 3        | France            | Paris Saint-Germain  |
| 4        | Hongrie           | Veszprém KSE         |
| 5        | Danemark          | GOG Håndbold         |
| 6        | Pologne           | KS Kielce            |
| 7        | Portugal          | FC Porto             |
| 8        | Macédoine du Nord | RK Eurofarm Pelister |
| 9        | Slovénie          | RK Celje             |
| 10       | Roumanie          | Dinamo Bucarest      |
| 11       | Biélorussie       | ?                    |
| 12       | Norvège           | Kolstad Håndball     |
| 13       | Ukraine           | ?                    |
| 14       | Croatie           | RK Zagreb            |
| 15       | Suède             | IFK Kristianstad     |
| 16       | Russie            | ?                    |
| 17       | Slovaquie         | ?                    |
| 18       | Finlande          | ?                    |
| 18       | Suisse            | Kadetten Schaffhouse |
| etc.     |                   |                      |

| Rang EHF | Championnat | Vainqueur                |
| -------- | ----------- | ------------------------ |
| 1        | Norvège     | Vipers Kristiansand      |
| 2        | Hongrie     | Győri ETO KC             |
| 3        | France      | Metz Handball            |
| 4        | Russie      | ?                        |
| 5        | Danemark    | Team Esbjerg             |
| 6        | Roumanie    | CSM Bucarest             |
| 7        | Monténégro  | ŽRK Budućnost Podgorica  |
| 8        | Slovénie    | RK Krim                  |
| 9        | Allemagne   | SG BBM Bietigheim        |
| 10       | Suède       | IK Sävehof               |
| 11       | Tchéquie    | ?                        |
| 12       | Croatie     | ŽRK Lokomotiva Zagreb    |
| 13       | Pologne     | Zagłębie Lubin           |
| 14       | Turquie     | Kastamonu Belediyesi GSK |
| etc.     |             |                          |

### Saison 2022-2023 en France
| Compétition            | Vainqueur           | Second              | Score   |
| ---------------------- | ------------------- | ------------------- | ------- |
| Championnat de France  | Paris Saint-Germain | ...                 | /       |
| Coupe de France        | ...                 | ...                 | .. – .. |
| Trophée des champions* | HBC Nantes          | Paris Saint-Germain | 37 – 33 |

| Compétition           | Vainqueur     | Second                  | Score   |
| --------------------- | ------------- | ----------------------- | ------- |
| Championnat de France | Metz Handball | Brest Bretagne Handball | /       |
| Coupe de France       | ...           | ...                     | .. – .. |

#### Saison 2022-2023 en Allemagne
| Compétition             | Vainqueur | Second        | Score   |
| ----------------------- | --------- | ------------- | ------- |
| Championnat d'Allemagne | THW Kiel  | SC Magdebourg | /       |
| Coupe d'Allemagne       | ...       | ...           | .. – .. |
| Supercoupe*             | THW Kiel  | SC Magdebourg | 36 – 33 |

* l'édition 2022-2023 de la Supercoupe s'est déroulée en 2022.

#### Saison 2022-2023 en Espagne
| Compétition           | Vainqueur    | Second               | Score   |
| --------------------- | ------------ | -------------------- | ------- |
| Championnat d'Espagne | FC Barcelone | ?                    | /       |
| Coupe ASOBAL*         | FC Barcelone | ...                  | .. – .. |
| Coupe du Roi          | FC Barcelone | CB Ciudad de Logroño | 34 – 23 |

* les éditions 2022-2023 de la Coupe ASOBAL et de la Supercoupe se sont déroulées en 2022.

## Principaux transferts de l'intersaison 2023
Une liste non exhaustive des transferts ayant eu lieu à l'intersaison est :
| Nat. | Joueur                 | Champ. | Club 2022-2023         | Champ. | Club 2023-2024         |
| ---- | ---------------------- | ------ | ---------------------- | ------ | ---------------------- |
|      | Mirko Alilović         |        | SC Pick Szeged         |        | Wisła Płock            |
|      | Julien Bos             |        | Montpellier Handball   |        | HBC Nantes             |
|      | Agustín Casado         |        | MT Melsungen           |        | Veszprém KSE           |
|      | Felix Claar (en)       |        | Aalborg Håndbold       |        | SC Magdebourg          |
|      | Hugo Descat            |        | Montpellier Handball   |        | Veszprém KSE           |
|      | Ludovic Fabregas       |        | FC Barcelone           |        | Veszprém KSE           |
|      | Vincent Gérard         |        | Saint-Raphaël VHB      |        | THW Kiel               |
|      | Ahmed Hesham           |        | USAM Nîmes Gard        |        | Montpellier Handball   |
|      | Jacob Holm             |        | Füchse Berlin          |        | Paris Saint-Germain    |
|      | Gøran Johannessen      |        | SG Flensburg-Handewitt |        | Kolstad Håndball       |
|      | Dainis Krištopāns      |        | Paris Saint-Germain    |        | MT Melsungen           |
|      | Niklas Landin Jacobsen |        | THW Kiel               |        | Aalborg Håndbold       |
|      | Rasmus Lauge           |        | Veszprém KSE           |        | Bjerringbro-Silkeborg  |
|      | Simon Pytlick          |        | GOG Håndbold           |        | SG Flensburg-Handewitt |
|      | Magnus Abelvik Rød     |        | SG Flensburg-Handewitt |        | Kolstad Håndball       |
|      | Sander Sagosen         |        | THW Kiel               |        | Kolstad Håndball       |
|      | Lukas Sandell (en)     |        | Aalborg Håndbold       |        | Veszprém KSE           |
|      | Kay Smits              |        | SC Magdebourg          |        | SG Flensburg-Handewitt |
|      | Kent Robin Tønnesen    |        | SC Pick Szeged         |        | Paris Saint-Germain    |
|      | Miha Zarabec           |        | THW Kiel               |        | Wisła Płock            |

| Nat. | Joueuse             | Champ. | Club 2022-2023          | Champ.          | Club 2023-2024          |
| ---- | ------------------- | ------ | ----------------------- | --------------- | ----------------------- |
|      | Malin Aune          |        | CSM Bucarest            |                 | Odense Håndbold         |
|      | Helene Fauske       |        | Brest Bretagne Handball |                 | Neptunes de Nantes      |
|      | Laura Flippes       |        | Paris 92                |                 | CSM Bucarest            |
|      | Lucie Granier       |        | ES Besançon             |                 | Metz Handball           |
|      | Anne Mette Hansen   |        | Győri ETO KC            |                 | Metz Handball           |
|      | Tamara Horacek      |        | Metz Handball           |                 | Neptunes de Nantes      |
|      | Laura Kanor         |        | Metz Handball           |                 | Rapid Bucarest          |
|      | Alexandra Lacrabère |        | Rapid Bucarest          | Fin de carrière | Fin de carrière         |
|      | Kalidiatou Niakaté  |        | CSM Bucarest            |                 | ŽRK Budućnost Podgorica |
|      | Bruna de Paula      |        | Metz Handball           |                 | Győri ETO KC            |